# Flamingo Road (serie de televisión)
Flamingo Road es una serie de televisión estadounidense de 39 episodios emitida entre 1980 y 1982, inspirada en la película homónima dirigida por Michael Curtiz en 1949.

## Argumento
Truro es una pequeña localidad de Florida, no muy lejos de Tallahassee. El Sheriff Tito Semple dirige la policía del condado bajo el reino de terror. La familia Weldon es una de los más poderosas de la ciudad. Viven en Flamingo Road. El padre, Claude Weldon, dirige una fábrica de papel. Su esposa, Eudora, maneja la familia: el hijo, Skipper, que quiere convertirse en periodista, y la hija, Constance, casada con el abogado y futuro senador Fielding Carlyle, cuyo mejor amigo es el empresario Sam Curtis. El periódico local está dirigido por Elmo Tyson. Uno de los pocos lugares de esparcimiento de la ciudad es una club de alterne responsabilidad de Lute-Mae Sanders y en la que canta la bella Lane Ballou. La serie narra las aventuras amorosas y financieras de este pequeño mundo, con traiciones, puñaladas por la espalda, enfados, odios y pasiones. El frágil equilibrio de este microcosmos estalla con la llegada, en la segunda temporada, del misterioso Michael Tyrone.

## Reparto
| Actor            | Personaje                       |
| ---------------- | ------------------------------- |
| John Beck        | Sam Curtis                      |
| Woody Brown      | Skipper Weldon                  |
| Peter Donat      | Elmo Tyson                      |
| Howard Duff      | Shérif Titus Semple             |
| Morgan Fairchild | Constance Weldon Semple Carlyle |
| Mark Harmon      | Fielding Carlyle                |
| Kevin McCarthy   | Claude Weldon                   |
| Cristina Raines  | Lane Ballou                     |
| Barbara Rush     | Eudora Weldon                   |
| Stella Stevens   | Lute-Mae Sanders                |
| David Selby      | Michael Tyrone                  |
| Fernando Allende | Julio Sanchez                   |
| Gina Gallego     | Alicia Sanchez                  |
| Cynthia Sikes    | Sandy Swanson                   |

## La serie en España
En España comenzó a emitirse por La 2 de TVE el 13 de septiembre de 1983, y contó con el siguiente elenco de actores de doblaje:
| Actor                | Personaje                       |
| -------------------- | ------------------------------- |
| Héctor Cantolla      | Sam Curtis                      |
| Eduardo Jover        | Skipper Weldon                  |
| Félix Acaso          | Elmo Tyson                      |
| Claudio Rodríguez    | Shérif Titus Semple             |
| María Dolores Díaz   | Constance Weldon Semple Carlyle |
| José María del Río   | Fielding Carlyle                |
| José Martínez Blanco | Claude Weldon                   |
| Paloma Escola        | Lane Ballou                     |
| Mari Ángeles Herranz | Eudora Weldon                   |
| Matilde Conesa       | Lute-Mae Sanders                |
| Ricardo Tundidor     | Michael Tyrone                  |
| José Luis Gil        | Julio Sanchez                   |